# Championnat de France féminin de football de deuxième division 2000-2001
Navigation
Édition précédente Édition suivante
Le National 1B 2000-2001  est la 13e édition du championnat de France féminin de football de seconde division. 
Le deuxième niveau du championnat féminin oppose trente clubs français répartis en trois groupes de dix clubs, en une série de dix-huit rencontres jouées durant la saison de football. En fin de saison, les meilleures équipes de chaque groupe s'affrontent lors d'un tournoi final, où chaque équipe affronte une seule fois les deux autres.
Les deux clubs participants au tournoi final montent en National 1A lors de la saison suivante alors que les deux derniers clubs de chaque groupe sont relégués en championnat interrégional.
Lors de l'exercice précédent, le Caluire SCSC, le FC Félines Saint-Cyr et l'US Orléans ont été relégués après avoir fini aux trois dernières places de National 1A. L'Saint-Herblain OC, l'OS Monaco, l'AS Montigny, l'Évreux AFC, l'ASPTT Albi, le FCF Ambilly et le FC Tremblay-en-France, ont quant à eux, gagné le droit d'évoluer dans ce championnat après avoir terminé aux premières places de leurs groupes de championnat interrégional.  
La compétition est remportée par le Paris SG qui est promu en compagnie du Caluire SCSC et du Tours FC. Dans le bas du classement, l'ASPTT Albi, l'ASFF Épinal, l'ASPTT Vannes, le FC Valenciennes-Anzin, le FCF Ambilly et le SC Le Rheu sont relégués en championnat interrégional. L'ES Vitrolles est quant à lui relégué pour des raisons administratives.

## Participants
Ce tableau présente les trente équipes qualifiées pour disputer le championnat 2000-2001. On y trouve le nom des clubs, la date de création du club, l'année de la dernière accession à cette division, le nom des stades ainsi que la capacité de ces derniers.
Le championnat comprend trois groupes de dix équipes.
Légende des couleurs
- Relégué de National 1A.
- Promu de championnat interrégional.

| \| USO Bruay-la-Buissière US Compiègne ASSF Épinal Évreux ACF FCF Hénin-Beaumont Paris SG VGA Saint-Maur AS Saint-Quentin FC Tremblay-en-France FC Valenciennes-Anzin \| Localisation des clubs engagés dans le groupe A du championnat. |
| USO Bruay-la-Buissière US Compiègne ASSF Épinal Évreux ACF FCF Hénin-Beaumont Paris SG VGA Saint-Maur AS Saint-Quentin FC Tremblay-en-France FC Valenciennes-Anzin                                                                       |

| Nom du club            | Date de création | Dernière accession | Classement 1999-2000 | Stade                  | Capacité |
| ---------------------- | ---------------- | ------------------ | -------------------- | ---------------------- | -------- |
| Paris SG               | 1971             | 1995               | 2 (Gr A)             | Stade Georges Lefevre  | 3 500    |
| FCF Hénin-Beaumont     | 1972             | 1996               | 3 (Gr A)             | Stade Octave-Birembaut | 3 000    |
| US Compiègne           | 1988             | 1994               | 4 (Gr A)             | Stade de Mercières     | -        |
| AS Saint-Quentin       | 1980             | 1999               | 5 (Gr A)             | Stade Philippe Roth    | -        |
| USO Bruay-la-Buissière | 1977             | 1999               | 6 (Gr A)             | Complexe Léo Lagrange  | -        |
| VGA Saint-Maur         | 1968             | 1998               | 7 (Gr A)             | Stade Adolphe-Chéron   | -        |
| ASSF Épinal            | 1978             | 1999               | 7 (Gr B)             | Stade de la Colombière | -        |
| FC Valenciennes-Anzin  | -                | 1999               | 8 (Gr A)             | -                      | -        |
| Évreux ACF             | 1997             | 2000               | CIR                  | Stade du 14 juillet    | 200      |
| FC Tremblay-en-France  | -                | 2000               | CIR                  | -                      | -        |

| \| Caluire SCSC FC Félines Saint-Cyr ASPTT Albi FCF Ambilly UFF Besançon OS Monaco FCF Monteux FCF Valence ES Vitrolles FCF Nord Allier Yzeure \| Localisation des clubs engagés dans le groupe B du championnat. |
| Caluire SCSC FC Félines Saint-Cyr ASPTT Albi FCF Ambilly UFF Besançon OS Monaco FCF Monteux FCF Valence ES Vitrolles FCF Nord Allier Yzeure                                                                       |

| Nom du club            | Date de création | Dernière accession | Classement 1999-2000 | Stade                   | Capacité |
| ---------------------- | ---------------- | ------------------ | -------------------- | ----------------------- | -------- |
| Caluire SCSC           | 1968             | 2000               | N1A                  | Stade Terre des Lièvres | -        |
| FC Félines Saint-Cyr   | 1978             | 2000               | N1A                  | -                       | -        |
| FCF Nord Allier Yzeure | 1999             | 1999               | 2 (Gr B)             | Stade de Bellevue       | 2 164    |
| FCF Valence            | -                | 1998               | 3 (Gr B)             | -                       | -        |
| ES Vitrolles           | -                | 1996               | 4 (Gr B)             | -                       | -        |
| UFF Besançon           | -                | 1992               | 5 (Gr B)             | -                       | -        |
| FCF Monteux            | 1981             | 1997               | 6 (Gr B)             | Stade Bertier           | -        |
| ASPTT Albi             | -                | 2000               | CIR                  | Stade Maurice Rigaud    | -        |
| FCF Ambilly            | 1978             | 2000               | CIR                  | -                       | -        |
| OS Monaco              | -                | 2000               | CIR                  | -                       | -        |

| \| US Orléans CBOSL Football FCF Condéen ES Rochelaise SC Le Rheu AS Montigny ESTC Poitiers Saint-Herblain OC Tours FC ASPTT Vannes \| Localisation des clubs engagés dans le groupe C du championnat. |
| US Orléans CBOSL Football FCF Condéen ES Rochelaise SC Le Rheu AS Montigny ESTC Poitiers Saint-Herblain OC Tours FC ASPTT Vannes                                                                       |

| Nom du club       | Date de création | Dernière accession | Classement 1999-2000 | Stade                               | Capacité |
| ----------------- | ---------------- | ------------------ | -------------------- | ----------------------------------- | -------- |
| US Orléans        | -                | 2000               | N1A                  | -                                   | -        |
| FCF Condéen       | 1978             | 1995               | 2 (Gr C)             | Stade Robert Gossart                | -        |
| Tours FC          | -                | 1997               | 3 (Gr C)             | Stade de la Vallée du Cher (Annexe) | -        |
| ESTC Poitiers     | 1970             | 1998               | 4 (Gr C)             | Stade Jean-Luc Gaboreau             | -        |
| ASPTT Vannes      | -                | 1994               | 5 (Gr C)             | -                                   | -        |
| ES Rochelaise     | -                | 1997               | 6 (Gr C)             | -                                   | -        |
| SC Le Rheu        | -                | 1998               | 7 (Gr C)             | -                                   | -        |
| CBOSL Football    | -                | 1999               | 8 (Gr C)             | Stade de l'Arceau                   | -        |
| AS Montigny       | 1985             | 2000               | CIR                  | Centre sportif de la Couldre        | 900      |
| Saint-Herblain OC | 1973             | 2000               | CIR                  | Stade Val de Chézine                | 300      |

## Compétition

### Classement
Le classement est calculé avec le barème de points suivant : une victoire vaut quatre points, le match nul deux et la défaite un.
Critères appliqués pour départager en cas d'égalité au classement :
1. classement aux points des matchs joués entre les clubs ex æquo ;
2. différence entre les buts marqués et les buts concédés par chacun d’eux au cours des matchs qui les ont opposés ;
3. différence entre les buts marqués et les buts concédés sur la totalité des matchs joués dans le championnat ;
4. plus grand nombre de buts marqués sur la totalité des matchs joués dans le championnat ;
5. en cas de nouvelle égalité, une rencontre supplémentaire aura lieu sur terrain neutre avec, éventuellement, l’épreuve des tirs au but.

Classement du Groupe A
| Rang | Équipe                  | Pts | J  | G  | N | P  | Bp | Bc  | Diff |
| ---- | ----------------------- | --- | -- | -- | - | -- | -- | --- | ---- |
| 1    | Paris SG                | 66  | 18 | 16 | 0 | 2  | 76 | 10  | +66  |
| 2    | US Compiègne            | 56  | 18 | 11 | 5 | 2  | 61 | 26  | +35  |
| 3    | AS Saint-Quentin        | 54  | 18 | 11 | 3 | 4  | 60 | 38  | +22  |
| 4    | FCF Hénin-Beaumont      | 52  | 18 | 10 | 4 | 4  | 61 | 20  | +41  |
| 5    | USO Bruay-la-Buissière  | 50  | 18 | 10 | 2 | 6  | 59 | 32  | +27  |
| 6    | Évreux ACF P            | 42  | 18 | 7  | 3 | 8  | 40 | 42  | -2   |
| 7    | FC Tremblay-en-France P | 37  | 18 | 6  | 1 | 11 | 32 | 59  | -27  |
| 8    | VGA Saint-Maur          | 36  | 18 | 4  | 6 | 8  | 40 | 37  | +3   |
| 9    | ASSF Épinal             | 27  | 18 | 3  | 0 | 15 | 25 | 122 | -97  |
| 10   | FC Valenciennes-Anzin   | 18  | 18 | 0  | 0 | 18 | 11 | 79  | -68  |

|  | Promu en National 1A et qualifié pour le tournoi final.                                                                                                  |
|  | Relégué en championnat interrégional. |
|  | P Promu de championnat interrégional. Pts points ; G victoires ; N match nuls ; P défaites Bp buts marqués ; Bc buts encaissés ; Diff différence de buts |

Classement du Groupe B
| Rang | Équipe                 | Pts | J  | G  | N | P  | Bp | Bc | Diff |
| ---- | ---------------------- | --- | -- | -- | - | -- | -- | -- | ---- |
| 1    | Caluire SCSC R         | 59  | 18 | 13 | 2 | 3  | 65 | 21 | +44  |
| 2    | FCF Monteux            | 55  | 18 | 11 | 4 | 3  | 37 | 17 | +20  |
| 3    | FCF Nord Allier Yzeure | 50  | 18 | 10 | 2 | 6  | 45 | 35 | +10  |
| 4    | FCF Valence            | 45  | 18 | 8  | 3 | 7  | 28 | 31 | -3   |
| 5    | UFF Besançon           | 43  | 18 | 7  | 4 | 7  | 26 | 28 | -2   |
| 6    | OS Monaco P            | 38  | 18 | 4  | 8 | 6  | 18 | 22 | -4   |
| 7    | FC Félines Saint-Cyr R | 38  | 18 | 6  | 2 | 10 | 24 | 30 | -6   |
| 8    | ES Vitrolles           | 37  | 18 | 5  | 4 | 9  | 22 | 30 | -8   |
| 9    | FCF Ambilly P          | 35  | 18 | 4  | 5 | 9  | 21 | 41 | -20  |
| 10   | ASPTT Albi P           | 31  | 18 | 3  | 4 | 11 | 16 | 47 | -31  |

|  | Promu en National 1A et qualifié pour le tournoi final. |
|  | Relégué en championnat interrégional. |
|  | R Relégué de National 1A P Promu de championnat interrégional. Pts points ; G victoires ; N match nuls ; P défaites Bp buts marqués ; Bc buts encaissés ; Diff différence de buts |

Classement du Groupe C
| Rang | Équipe              | Pts | J  | G  | N | P  | Bp | Bc | Diff |
| ---- | ------------------- | --- | -- | -- | - | -- | -- | -- | ---- |
| 1    | Tours FC            | 57  | 18 | 12 | 3 | 3  | 53 | 15 | +38  |
| 2    | Saint-Herblain OC P | 57  | 18 | 12 | 3 | 3  | 57 | 26 | +31  |
| 3    | US Orléans R        | 50  | 18 | 9  | 5 | 4  | 37 | 26 | +11  |
| 4    | ESTC Poitiers       | 48  | 18 | 9  | 3 | 6  | 25 | 23 | +2   |
| 5    | Montigny AS P       | 45  | 18 | 8  | 3 | 7  | 22 | 27 | -5   |
| 6    | CBOSL Football      | 45  | 18 | 7  | 6 | 5  | 26 | 19 | +7   |
| 7    | ES Rochelaise       | 44  | 18 | 8  | 2 | 8  | 42 | 33 | +9   |
| 8    | FCF Condéen         | 38  | 18 | 5  | 6 | 7  | 27 | 21 | +6   |
| 9    | ASPTT Vannes        | 29  | 18 | 2  | 5 | 11 | 24 | 47 | -23  |
| 10   | SC Le Rheu          | 13  | 18 | 0  | 0 | 18 | 13 | 89 | -76  |

|  | Promu en National 1A et qualifié pour le tournoi final. |
|  | Relégué en championnat interrégional. |
|  | R Relégué de National 1A P Promu de championnat interrégional. Pts points ; G victoires ; N match nuls ; P défaites Bp buts marqués ; Bc buts encaissés ; Diff différence de buts |

Nota :
1. ↑  L'ES Vitrolles est relégué pour des raisons administratives.

### Résultats
Groupe A
Source : Championnat de France de D2 2000-2001 - Groupe A - Calendrier, sur statsfootofeminin.fr
| Résultats (▼dom., ►ext.)                                   | Bru | Com | Épi  | Évr | Hén | Par  | S-M | S-Q | Tre  | Val |
| USO Bruay-la-Buissière                                     |     | 1-3 | 7-2  | 4-1 | 0-2 | 0-1  | 2-2 | 2-4 | 6-1  | 5-0 |
| US Compiègne                                               | 0-4 |     | 9-0  | 4-1 | 1-1 | 2-1  | 3-2 | 5-5 | 10-1 | 7-0 |
| ASSF Épinal                                                | 0-8 | 2-4 |      | 4-3 | 1-6 | 0-13 | 2-5 | 3-6 | 1-4  | 4-2 |
| Évreux ACF                                                 | 1-5 | 2-2 | 7-0  |     | 4-2 | 0-5  | 2-1 | 1-2 | 2-1  | 8-1 |
| FCF Hénin-Beaumont                                         | 1-2 | 2-2 | 15-0 | 1-1 |     | 0-1  | 2-1 | 3-1 | 6-0  | 6-0 |
| Paris SG                                                   | 5-2 | 1-0 | 10-0 | 3-1 | 2-0 |      | 5-1 | 6-0 | 9-0  | 6-0 |
| VGA Saint-Maur                                             | 3-3 | 0-1 | 10-1 | 1-1 | 2-2 | 0-2  |     | 1-1 | 1-1  | 4-1 |
| AS Saint-Quentin                                           | 2-1 | 1-1 | 8-1  | 6-2 | 1-4 | 3-0  | 5-3 |     | 2-4  | 6-0 |
| FC Tremblay-en-France                                      | 2-3 | 2-3 | 4-2  | 0-1 | 1-5 | 1-2  | 2-1 | 1-2 |      | 3-2 |
| FC Valenciennes-Anzin                                      | 2-4 | 0-4 | 1-2  | 0-2 | 0-3 | 0-4  | 1-2 | 0-5 | 1-4  |     |
| - Victoire à domicile - Match nul - Victoire à l'extérieur |     |     |      |     |     |      |     |     |      |     |

Groupe B
Source : Championnat de France de D2 2000-2001 - Groupe B - Calendrier, sur statsfootofeminin.fr
| Résultats (▼dom., ►ext.)                                   | Alb  | Amb | Bes | Cal | Fél | Mon | Mon | Val | Vit | Yze |
| ASPTT Albi                                                 |      | 2-3 | 1-1 | 4-2 | 0-1 | 1-1 | 1-2 | 1-1 | 0-5 | 1-3 |
| FCF Ambilly                                                | 0-1  |     | 0-1 | 0-5 | 1-3 | 3-2 | 2-2 | 1-2 | 1-1 | 1-6 |
| UFF Besançon                                               | 4-0  | 2-3 |     | 1-6 | 2-1 | 1-1 | 2-3 | 1-0 | 1-0 | 3-1 |
| Caluire SCSC                                               | 10-0 | 4-0 | 2-2 |     | 4-1 | 2-0 | 1-1 | 4-1 | 3-1 | 9-3 |
| FC Félines Saint-Cyr                                       | 4-1  | 0-2 | 2-1 | 1-0 |     | 3-1 | 1-2 | 2-2 | 0-2 | 2-3 |
| OS Monaco                                                  | 1-0  | 1-1 | 0-0 | 0-2 | 3-1 |     | 0-1 | 1-1 | 2-1 | 2-2 |
| FCF Monteux                                                | 1-1  | 1-1 | 2-0 | 1-2 | 2-0 | 1-0 |     | 1-3 | 3-0 | 2-0 |
| FCF Valence                                                | 3-0  | 2-1 | 3-2 | 2-3 | 2-1 | 1-2 | 2-1 |     | 0-3 | 0-1 |
| ES Vitrolles                                               | 0-1  | 1-1 | 3-0 | 1-5 | 0-0 | 0-0 | 0-8 | 0-1 |     | 1-2 |
| FF Yzeure                                                  | 5-1  | 5-0 | 0-2 | 2-1 | 2-1 | 1-1 | 1-3 | 6-2 | 2-3 |     |
| - Victoire à domicile - Match nul - Victoire à l'extérieur |      |     |     |     |     |     |     |     |     |     |

Groupe C
Source : Championnat de France de D2 2000-2001 - Groupe C - Calendrier, sur statsfootofeminin.fr
| Résultats (▼dom., ►ext.)                                   | CBO | Con | Roc | Rhe  | Mon | Orl | Poi | S-H | Tou  | Van |
| CBOSL Football                                             |     | 2-0 | 2-1 | 3-1  | 1-1 | 3-0 | 1-1 | 1-2 | 1-1  | 2-2 |
| FCF Condéen                                                | 1-2 |     | 0-3 | 3-0  | 6-0 | 0-0 | 0-1 | 1-1 | 1-3  | 1-1 |
| ES Rochelaise                                              | 1-0 | 3-3 |     | 3-0  | 2-0 | 2-3 | 1-2 | 4-6 | 2-5  | 1-1 |
| SC Le Rheu                                                 | 0-3 | 1-7 | 1-5 |      | 1-3 | 0-3 | 1-3 | 1-7 | 0-13 | 2-4 |
| AS Montigny                                                | 2-1 | 0-0 | 2-1 | 2-1  |     | 0-4 | 1-0 | 1-2 | 2-1  | 4-0 |
| US Orléans                                                 | 1-1 | 2-1 | 0-2 | 3-2  | 3-1 |     | 1-2 | 4-3 | 2-2  | 1-1 |
| ESTC Poitiers                                              | 1-0 | 0-0 | 1-6 | 5-1  | 0-0 | 1-3 |     | 0-1 | 1-0  | 1-0 |
| Saint-Herblain OC                                          | 1-3 | 1-0 | 4-1 | 10-1 | 3-0 | 2-2 | 4-0 |     | 1-2  | 5-2 |
| Tours FC                                                   | 3-0 | 1-2 | 2-1 | 3-0  | 1-0 | 2-0 | 3-1 | 1-1 |      | 5-0 |
| ASPTT Vannes                                               | 0-0 | 0-1 | 1-3 | 9-0  | 0-3 | 1-5 | 0-5 | 2-3 | 0-5  |     |
| - Victoire à domicile - Match nul - Victoire à l'extérieur |     |     |     |      |     |     |     |     |      |     |

### Tournoi final
Le tournoi final du championnat oppose les meilleures équipes de chaque groupe lors d'un mini-tournoi à trois. Les équipes affrontent une seule fois leurs deux adversaires selon un calendrier tiré aléatoirement. 
Le classement est calculé avec le barème de points suivant : une victoire vaut quatre points, le match nul deux et la défaite un. 
Critères de départage en cas d'égalité au classement :
1. classement aux points des matchs joués entre les clubs ex æquo ;
2. différence entre les buts marqués et les buts concédés par chacun d’eux au cours des matchs qui les ont opposés ;
3. différence entre les buts marqués et les buts concédés sur la totalité des matchs joués dans le championnat ;
4. plus grand nombre de buts marqués sur la totalité des matchs joués dans le championnat ;
5. en cas de nouvelle égalité, une rencontre supplémentaire aura lieu sur terrain neutre avec, éventuellement, l’épreuve des tirs au but.

Classement
| Rang | Équipe         | Pts | J | G | N | P | Bp | Bc | Diff |
| ---- | -------------- | --- | - | - | - | - | -- | -- | ---- |
| 1    | Paris SG       | 8   | 2 | 2 | 0 | 0 | 7  | 1  | +6   |
| 2    | Caluire SCSC R | 5   | 2 | 1 | 0 | 1 | 2  | 6  | -4   |
| 3    | Tours FC       | 2   | 2 | 0 | 0 | 2 | 2  | 4  | -2   |

|  | R Relégué de National 1A Pts points ; G victoires ; N match nuls ; P défaites Bp buts marqués ; Bc buts encaissés ; Diff différence de buts |

Résultats
| 1re journée | 1re journée  | 1re journée | 1re journée  |
| Date        | Club         | Score       | Club         |
| ----------- | ------------ | ----------- | ------------ |
| 20/05/2001  | Caluire SCSC | 0-5         | Paris SG     |
| 2e journée  |              |             |              |
| Date        | Club         | Score       | Club         |
| 27/05/2001  | Tours FC     | 1-2         | Caluire SCSC |
| 3e journée  |              |             |              |
| Date        | Club         | Score       | Club         |
| 03/06/2001  | Paris SG     | 2-1         | Tours FC     |

## Bilan de la saison
| Championnat de France féminin de football de deuxième division 2000-2001 |                       |
| Champion                                                                 | Paris SG (1er titre)  |
| Promotions et relégations                                                |                       |
| Promus en National 1A                                                    | Paris SG              |
| Promus en National 1A                                                    | Caluire SCSC          |
| Promus en National 1A                                                    | Tours FC              |
| Relégués en National 1B                                                  | ES Cormelles-le-Royal |
| Relégués en National 1B                                                  | Stade quimpérois      |
| Relégués en National 1B                                                  | Celtic de Marseille   |

## Statistiques
Leaders du championnat
Évolution des classements
- Promu en National 1A.
- Relégué en championnat interrégional.

| Club                   | 1  | 2  | 3  | 4  | 5  | 6  | 7  | 8  | 9  | 10 | 11 | 12 | 13 | 14 | 15 | 16 | 17 | 18 |
| ---------------------- | -- | -- | -- | -- | -- | -- | -- | -- | -- | -- | -- | -- | -- | -- | -- | -- | -- | -- |
| USO Bruay-la-Buissière | 3  | 2  | 3  | 3  | 5  | 4  | 3  | 3  | 3  | 3  | 4  | 4  | 5  | 5  | 4  | 4  | 4  | 5  |
| US Compiègne           | 5  | 3  | 2  | 2  | 1  | 2  | 2  | 2  | 2  | 2  | 2  | 2  | 2  | 2  | 2  | 2  | 2  | 2  |
| ASSF Épinal            | 9  | 10 | 9  | 9  | 8  | 9  | 9  | 9  | 9  | 9  | 9  | 9  | 9  | 9  | 9  | 9  | 9  | 9  |
| Évreux ACF             | 10 | 7  | 8  | 6  | 7  | 7  | 8  | 8  | 8  | 6  | 6  | 6  | 6  | 6  | 6  | 6  | 6  | 6  |
| FCF Hénin-Beaumont     | 7  | 4  | 4  | 5  | 4  | 3  | 5  | 5  | 5  | 4  | 3  | 3  | 3  | 4  | 5  | 5  | 5  | 4  |
| Paris SG               | 1  | 1  | 1  | 1  | 2  | 1  | 1  | 1  | 1  | 1  | 1  | 1  | 1  | 1  | 1  | 1  | 1  | 1  |
| VGA Saint-Maur         | 2  | 6  | 6  | 7  | 6  | 6  | 6  | 6  | 6  | 7  | 7  | 7  | 7  | 7  | 8  | 8  | 8  | 8  |
| AS Saint-Quentin       | 6  | 8  | 5  | 4  | 3  | 5  | 4  | 4  | 4  | 5  | 5  | 5  | 4  | 3  | 3  | 3  | 3  | 3  |
| FC Tremblay-en-France  | 4  | 5  | 7  | 8  | 9  | 8  | 7  | 7  | 7  | 8  | 8  | 8  | 8  | 8  | 7  | 7  | 7  | 7  |
| FC Valenciennes-Anzin  | 8  | 9  | 10 | 10 | 10 | 10 | 10 | 10 | 10 | 10 | 10 | 10 | 10 | 10 | 10 | 10 | 10 | 10 |

| Club                   | 1  | 2  | 3  | 4  | 5  | 6  | 7  | 8  | 9  | 10 | 11 | 12 | 13 | 14 | 15 | 16 | 17 | 18 |
| ---------------------- | -- | -- | -- | -- | -- | -- | -- | -- | -- | -- | -- | -- | -- | -- | -- | -- | -- | -- |
| ASPTT Albi             | 4  | 9  | 9  | 6  | 7  | 9  | 9  | 10 | 10 | 10 | 10 | 10 | 10 | 10 | 10 | 10 | 10 | 10 |
| FCF Ambilly            | 9  | 5  | 7  | 9  | 5  | 7  | 10 | 9  | 8  | 7  | 8  | 7  | 8  | 7  | 8  | 8  | 9  | 9  |
| UFF Besançon           | 5  | 8  | 5  | 7  | 8  | 10 | 7  | 6  | 7  | 9  | 9  | 8  | 7  | 5  | 5  | 5  | 5  | 5  |
| Caluire SCSC           | 3  | 3  | 2  | 2  | 1  | 1  | 1  | 1  | 1  | 1  | 1  | 1  | 1  | 1  | 1  | 1  | 1  | 1  |
| FC Félines Saint-Cyr   | 8  | 4  | 6  | 8  | 9  | 5  | 6  | 8  | 5  | 5  | 4  | 5  | 5  | 6  | 6  | 7  | 8  | 7  |
| OS Monaco              | 6  | 6  | 4  | 4  | 6  | 8  | 8  | 7  | 9  | 8  | 7  | 9  | 9  | 9  | 9  | 9  | 7  | 6  |
| FCF Monteux            | 1  | 1  | 1  | 1  | 2  | 2  | 2  | 2  | 2  | 2  | 2  | 2  | 2  | 2  | 2  | 2  | 2  | 2  |
| FCF Valence            | 7  | 7  | 8  | 5  | 4  | 4  | 3  | 3  | 4  | 4  | 3  | 3  | 3  | 3  | 3  | 3  | 4  | 4  |
| ES Vitrolles           | 10 | 10 | 10 | 10 | 10 | 6  | 5  | 5  | 6  | 6  | 6  | 6  | 6  | 8  | 7  | 6  | 6  | 8  |
| FCF Nord Allier Yzeure | 2  | 2  | 3  | 3  | 3  | 3  | 4  | 4  | 3  | 3  | 5  | 4  | 4  | 4  | 4  | 4  | 3  | 3  |

| Club              | 1  | 2  | 3  | 4  | 5  | 6  | 7  | 8  | 9  | 10 | 11 | 12 | 13 | 14 | 15 | 16 | 17 | 18 |
| ----------------- | -- | -- | -- | -- | -- | -- | -- | -- | -- | -- | -- | -- | -- | -- | -- | -- | -- | -- |
| CBOSL Football    | 3  | 4  | 2  | 1  | 1  | 1  | 1  | 3  | 2  | 4  | 5  | 5  | 7  | 6  | 7  | 7  | 5  | 5  |
| FCF Condéen       | 7  | 7  | 5  | 3  | 4  | 7  | 8  | 8  | 7  | 8  | 8  | 8  | 5  | 5  | 6  | 6  | 8  | 8  |
| ES Rochellaise    | 1  | 2  | 1  | 4  | 2  | 3  | 6  | 4  | 3  | 2  | 3  | 4  | 6  | 7  | 5  | 5  | 7  | 7  |
| SC Le Rheu        | 9  | 9  | 10 | 10 | 10 | 10 | 10 | 10 | 10 | 10 | 10 | 10 | 10 | 10 | 10 | 10 | 10 | 10 |
| AS Montigny       | 2  | 1  | 3  | 2  | 3  | 6  | 7  | 7  | 8  | 7  | 7  | 7  | 8  | 8  | 8  | 8  | 6  | 6  |
| US Orléans        | 5  | 3  | 4  | 6  | 8  | 8  | 5  | 6  | 5  | 5  | 6  | 6  | 4  | 4  | 4  | 3  | 4  | 3  |
| ESTC Poitiers     | 4  | 5  | 6  | 8  | 6  | 4  | 3  | 5  | 6  | 6  | 4  | 3  | 3  | 3  | 3  | 4  | 3  | 4  |
| Saint-Herblain OC | 6  | 6  | 9  | 7  | 5  | 2  | 2  | 1  | 1  | 1  | 1  | 1  | 1  | 1  | 1  | 1  | 1  | 1  |
| Tours FC          | 8  | 8  | 8  | 5  | 7  | 5  | 4  | 2  | 4  | 3  | 2  | 2  | 2  | 2  | 2  | 2  | 2  | 2  |
| ASPTT Vannes      | 10 | 10 | 7  | 9  | 9  | 9  | 9  | 9  | 9  | 9  | 9  | 9  | 9  | 9  | 9  | 9  | 9  | 9  |

Moyennes de buts marqués par journée
Ce graphique représente le nombre de buts marqués lors de chaque journée pour le groupe A. Il est également indiqué la moyenne total sur la saison qui est de 25,83 buts/journée.
Ce graphique représente le nombre de buts marqués lors de chaque journée pour le groupe B. Il est également indiqué la moyenne total sur la saison qui est de 16,77 buts/journée.
Ce graphique représente le nombre de buts marqués lors de chaque journée pour le groupe C. Il est également indiqué la moyenne total sur la saison qui est de 18,11 buts/journée.